# Posedarje
Posedarje ist eine Gemeinde in der Gespanschaft Zadar in Kroatien. Der Ort liegt am westlichen Ende des Novigrader Meer, rund 25 Kilometer nordöstlich der Stadt Zadar.
Die Gemeinde hat 3607 Einwohner (Volkszählung 2011), von denen eine absolute Mehrheit Kroaten sind.
Posedarje ist in Kroatien und auch über die kroatische Grenze hinaus für seinen Pršut (Schinken) bekannt, der mit heimischen Sträuchern und Hölzern geräuchert wird und somit ein unverkennbares Aroma aufweist. Der Ort wurde im 12. Jahrhundert das erste Mal erwähnt.